# Олександро-Шультенська волость
Олександро-Шультенська волость — історична адміністративно-територіальна одиниця Бахмутського повіту Катеринославської губернії із центром у селі Олександрівка.
Станом на 1886 рік складалася з 11 поселень, 13 сільських громад. Населення — 3510 осіб (1757 чоловічої статі та 1753 — жіночої), 468 дворових господарств.
|                     | Площа, десятин | У тому числі орної, дес. |
| ------------------- | -------------- | ------------------------ |
| Сільських громад    | 1804           | 1065                     |
| Приватної власності | 23014          | 3895                     |
| Іншої власності     | 364            | 73                       |
| Загалом             | 25212          | 5033                     |

Поселення волості:
- Олександрівка (Олександро-Шультине, Котлярівка) — колишнє власницьке село при річці Наумиха за 15 верст від повітового міста, 532 особи, 68 дворових господарств, православна церква, школа. За 4½ версти — цегельний завод. За 8 верст — цегельний завод. За 8 верст — залізнична станція Костянтинівка. За 20 верст — залізнична станція Віролюбівка.
- Григорівка (Криворотівка) — колишнє власницьке село при річці Дальні Ступки, 241 особа, 40 дворових господарств, паровий млин.
- Карлівка — колишнє власницьке село при річці Чортковій, 357 осіб, 57 дворових господарств, православна церква.
- Ступки (Іванівка, Крещенське) — колишнє власницьке село при річці Ступка, 767 осіб, 135 дворових господарства, православна церква, лавка, 2 ярмарки на рік.

Наприкінці 1890-тих волость ліквідовано, територія розподілена між Бахмутською й Сантуринівською волостями.